# Сражение при Сепеде (1859)
Сражение при Сепеде (исп. Batalla de Cepeda (1859)) — сражение гражданской войны в Аргентине, произошедшее у ручья Сепеда на границе провинции Санта-Фе 23 октября 1859 года между армией Буэнос-Айреса, которое возглавлял Бартоломе Митре, и армией Аргентинской конфедерации под командованием Хусто Хосе де Уркисы. В результате сражения войска Митре потерпели поражение. 

## Предыстория
1 апреля 1859 года, после убийства бывшего губернатора провинции Сан-Хуан Назарено Бенавидеса предполагаемым агентом Буэнос-Айреса, конгресс Аргентинской конфедерации принял закон, согласно которому президент Хусто Хосе де Уркиса был обязан «мирно реинкорпорировать диссидентскую провинцию Буэнос-Айрес», но если это было невозможно, ему разрешалось использовать национальную армию для достижения этой цели. Правительство Буэнос-Айреса интерпретировало этот закон как официальное объявление войны. Все попытки мирного разрешения конфликта провалились, поскольку Буэнос-Айрес потребовал отставки Уркисы с поста президента, но Конфедерация отказалась.
Армия конфедерации насчитывала 14 000 человек, в том числе 10 000 кавалеристов и 3 000 пехотинцев, и имела 35 пушек. Армия Буэнос-Айреса насчитывала 9000 человек, в том числе 4700 пехотинцев и 4000 кавалеристов, при 24 артиллерийских орудиях. Силы Митре имели опорой порт в Сан-Николас-де-лос-Арройос, а силы Уркисы — порт Росарио.

## Ход сражения
22 октября авангардные отряды двух армий столкнулись у Каньяда-де-Сепеда (болото, окаймляющее ручей Сепеда, впадающий в реку Арройо-дель-Медио на стороне провинции Санта-Фе), без решительного исхода. На следующий день армии оказались лицом к лицу. 
Сражение разгорелось в середине дня. Митре попытался добиться перевеса с помощью своей пехоты, разместив кавалерию в арьергарде. Сначала буэнос-айресцам удалось остановить продвижение пехоты конфедератов, но затем Уркиса развернул свою опытную кавалерию в два крыла, окружил строй противника и атаковал его кавалерию. Пехоте конфедератов удалось уничтожить три батальона Буэнос-Айреса, составленных из молодых рекрутов.
С наступлением ночи Митре попытался повернуть свой строй на четверть оборота, полностью дезорганизовав его. Как только конфедераты прекратили палить из пушек, сразу воцарилась тишина. Оба генерала теперь знали, что битва выиграна Аргентинской конфедерацией. Затем Митре отступил посреди ночи. 
В армии Буэнос-Айреса погибло около ста человек, 90 было ранено и 2000 взято в плен; также было потеряно около двадцати пушек. Конфедератов погибло триста человек.
В середине дня 25 октября 2000 человек, оставшиеся от армии Буэнос-Айреса, вошли в Сан-Николас и, таким образом, смогли через два дня после битвы погрузиться на корабли своего военно-морского флота и продолжить отступление в сторону Буэнос-Айреса. Едва они покинули порт Сан-Николас, как оказались перехваченными флотом конфедератов, но после короткого боя их спас налетевший шторм.